# Priapella bonita
El guayacón bonito o guayacón ojiazul (Priapella bonita) es una especie extinta de pez dulceacuícola endémico del estado de Veracruz. Esta especie pertenecía a la familia Poeciliidae

## Clasificación y descripción
Es un pez de la familia Poeciliidae del orden Cyprinodontiformes. Era un pez pequeño de 45 mm de longitud máxima, cuerpo alargado y algo comprimido, con el perfil recto desde la punta del hocico hasta el origen de la aleta dorsal. Su coloración era oliva en la parte superior y blanco por debajo, con algunas bandas laterales en el dorso y aleta caudal con la punta negra.

## Distribución
El guayacón bonito era una especie endémica de México (hoy probablemente extinta), cuya distribución estaba restringida a los tributarios del norte del río Papaloapan, Veracruz. Era conocida en las cercanías de El Refugio y Motzorongo, municipio de Tezonapa, así como en la parte superior del río Tonto, sistema del río Papaloapan, Veracruz.

## Ambiente
Este pez habitaba en remansos de arroyos bien sombreados, de agua clara y fondo rocoso.

## Estado de conservación
Esta especie se presume extinta. La última colecta se realizó en el año de 1950 y no ha sido recolectada en numerosos esfuerzos de búsqueda posteriores. Este pez endémico se encuentra enlistado en la Norma Oficial Mexicana 059 (NOM-059-SEMARNAT-2010) como especie en Peligro de Extinción (P). En la Lista Roja de la Unión Internacional para la Conservación de la Naturaleza (UICN) se encuentra considerada como Extinta (Ex).